# Antoine Watteau

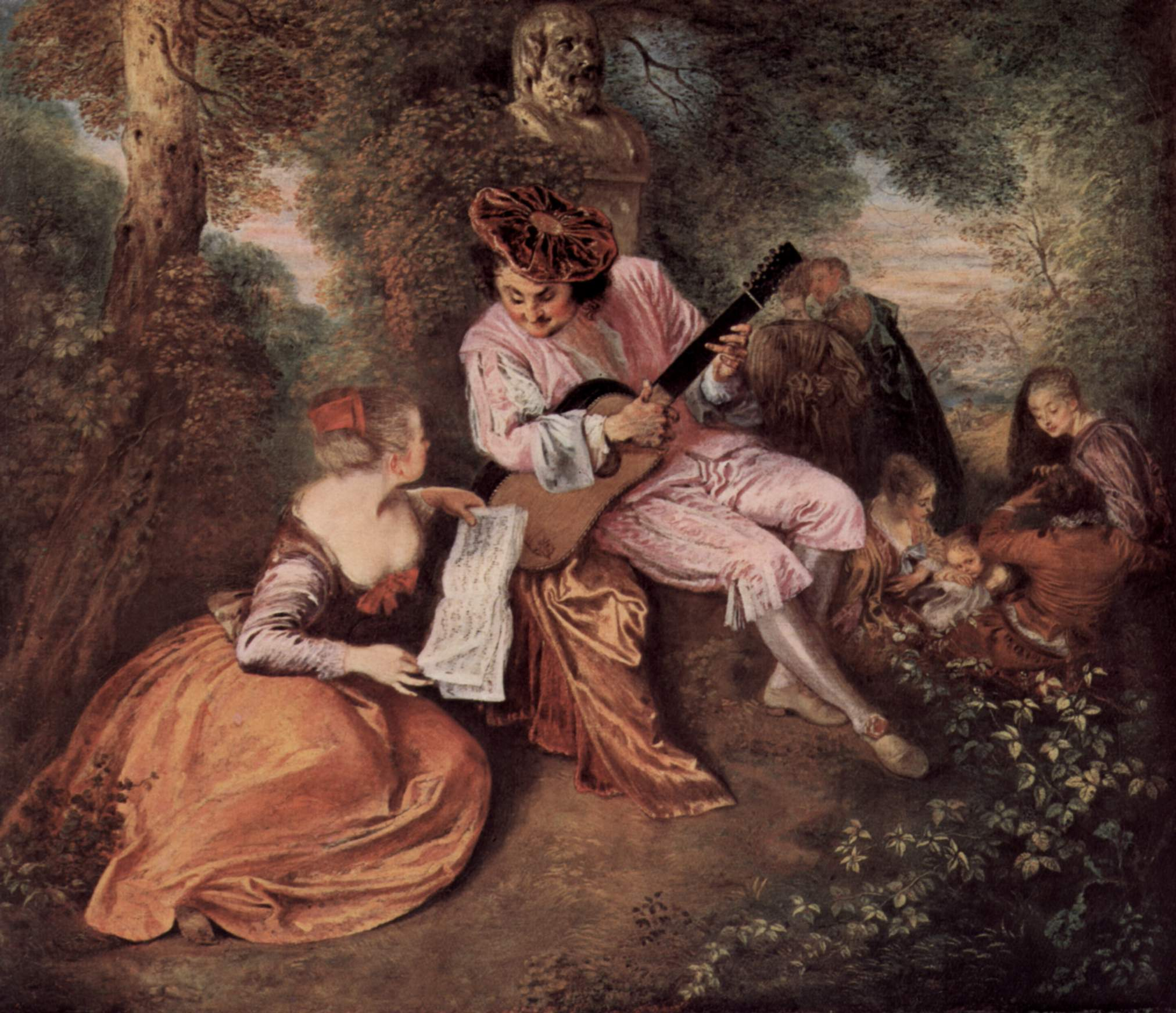
Het liefdeslied, 1717, National Gallery, Londen

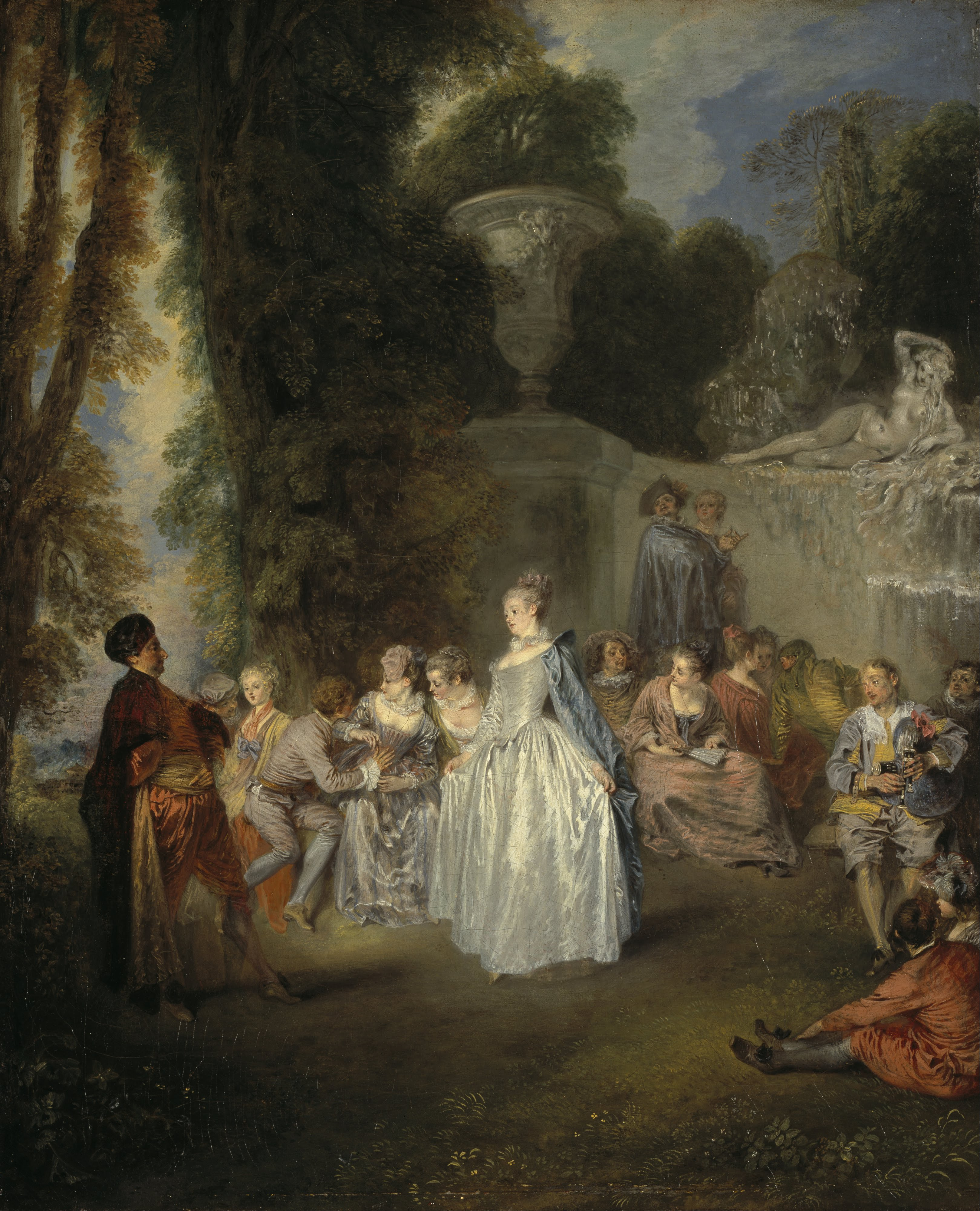
Les Fêtes Venitiennes, 1718-19, Scottish National Gallery, Edinburgh

Jean Antoine Watteau, beter bekend als Antoine Watteau, (Valencijn, 10 oktober 1684 – Nogent-sur-Marne, 18 juli 1721) was een Franse kunstschilder uit de rococoperiode. Watteau's geboortestad, het Henegouwse Valencijn was in 1678 door de Fransen veroverd.

## Stijl
Het werk van Watteau markeerde het begin van een nieuwe stijl in Frankrijk, de rococo, die diepgaand verschilde van de zware barokke stijl die onder Lodewijk XIV tot ontwikkeling was gekomen: lichtvoetig in plaats van pompeus, asymmetrisch in plaats van symmetrisch, vrouwelijk in plaats van mannelijk, gericht op Parijs in plaats van Versailles. Watteau hield van het allervroegste begin schetsboeken bij met snelle aanduidingen van figuren naar het leven. Hij wist fragiliteit en sterkte te verbinden en de zoektocht naar evenwicht hierin over te brengen in zijn schilderkunst. Watteau werd al door zijn tijdgenoten beschouwd als een van de grootste tekenaars van dat moment. Kunstenaars die verwantschap vertonen met de schilderstijl van Watteau zijn François Boucher (1703-1770), Jean Honoré Fragonard (1732-1806), Jean-Baptiste Siméon Chardin (1699-1779) en Thomas Gainsborough (1727-1788).

## Techniek
Na zijn vroegtijdige dood liet hij een grote hoeveelheid tekeningen na, vooral snelle figuurstudies naar het leven, die een inspiratiebron waren voor zijn schilderkunstig werk. Een tijdgenoot van Watteau schreef: "Wanneer hij de aandrift voelde tot het maken van een schilderij, baseerde hij zich op studies in zijn tekenboek". In zijn tekeningen hanteerde hij zoals Peter Paul Rubens de trois-crayons techniek, ofwel het combineren van rood, zwart en wit krijt in één tekening.

## Thematiek

### Het geluk
In theaterscènes of huiselijke taferelen wilde de schilders van die tijd 'het geluk' voorstellen door de weergave van gelukkige momenten. Watteau schilderde de mythische plaatsen van geluk (zoals Arcadia, Cythera ...), maar situeerde ze in een onmiskenbaar Frans landschap en bevolkte ze met tijdgenoten, zoals in zijn weergaven van het fête champêtre.
De thematiek van de liefde is een graag gezien onderwerp in de 18de eeuw. Vaak gaat het hier om de verboden liefde die zich clandestien afspeelt in een natuurdecor. Deze onderwerpen vinden we ook terug bij Fragonard. Op de schilderijen zijn altijd duidelijk liefdesscènes te zien van jonge koppeltjes die dromen van een gelukkig bestaan. Veelal maakt de heer de dame het hof met poëzie of muziek. Deze taferelen ontsproten aan de fantasie van de schilder: arme mensen hadden geen tijd voor luxe-geluk en de rijken werden uitgehuwelijkt, waardoor hun kans op liefdesgeluk een stuk kleiner was. Deze thematiek vindt men ook terug op medaillons van Sèvres-porselein.

### Het theater
In de 17de en 18de eeuw was het leven aan het hof een waar theater en daarmee werd vaak gespot. Een voorbeeld is de "Gilles", een symbolische figuur die het middelpunt van spot is. Deze figuren vinden we onder andere terug in het Carnaval van Venetië. Hoewel ook andere kunstenaars uit die tijd theater als thema voor hun werk kozen, krijgen de acteurs bij Watteau meer realisme. De kledij van "Mezzetin" of van "Gilles" is geen vermomming meer, maar brengt hun authentieke karakter tot uitdrukking. De "Gilles" zou een soort spiritueel zelfportret van Watteau zijn, of wordt ook wel vergeleken met de figuur van de "Ecce Homo", de compositie met de onschuldige "Gilles" in het wit herinnert aan de bespotting van Christus.

## Werken

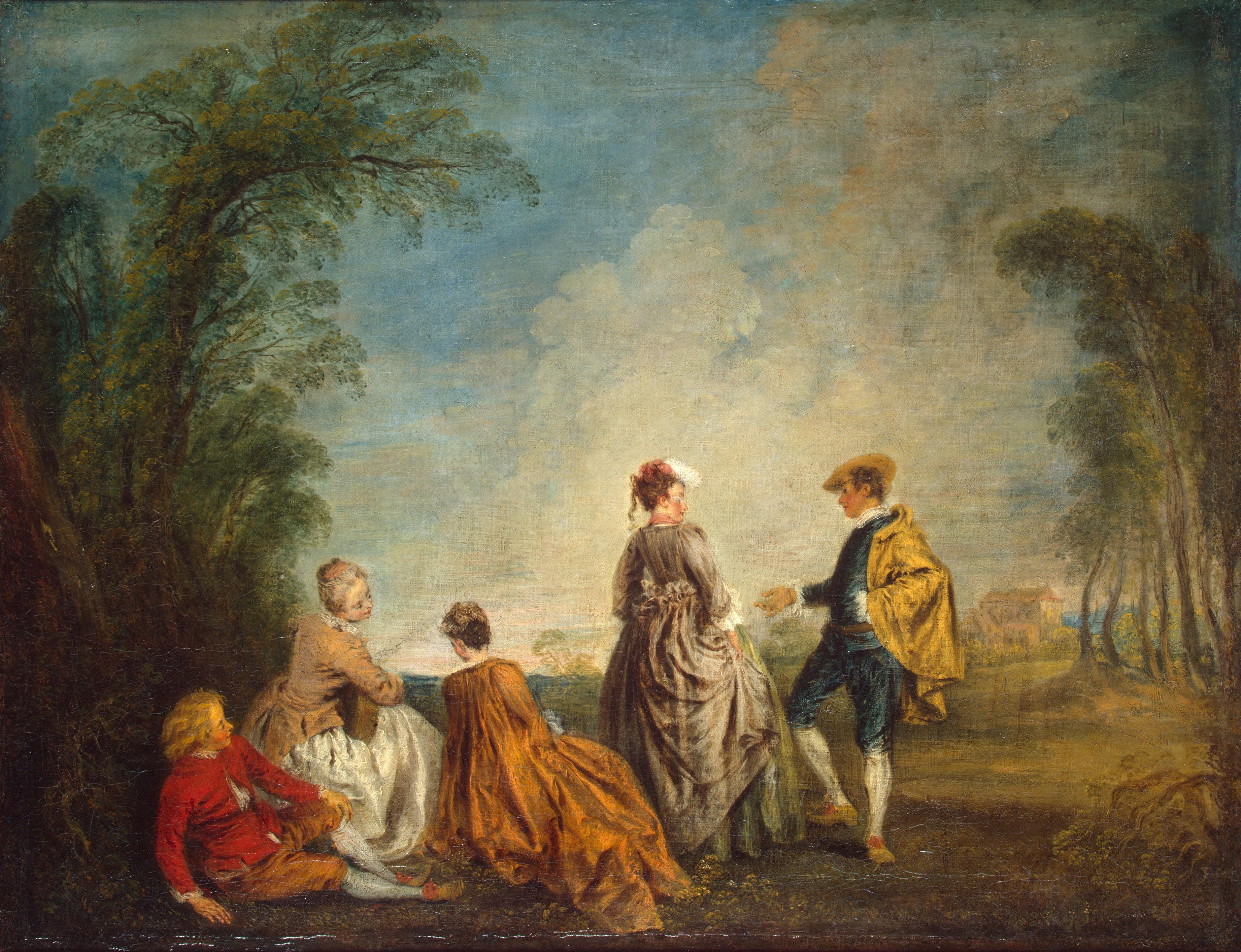
Een gênant voorstel, 1715, Hermitage, Sint-Petersburg
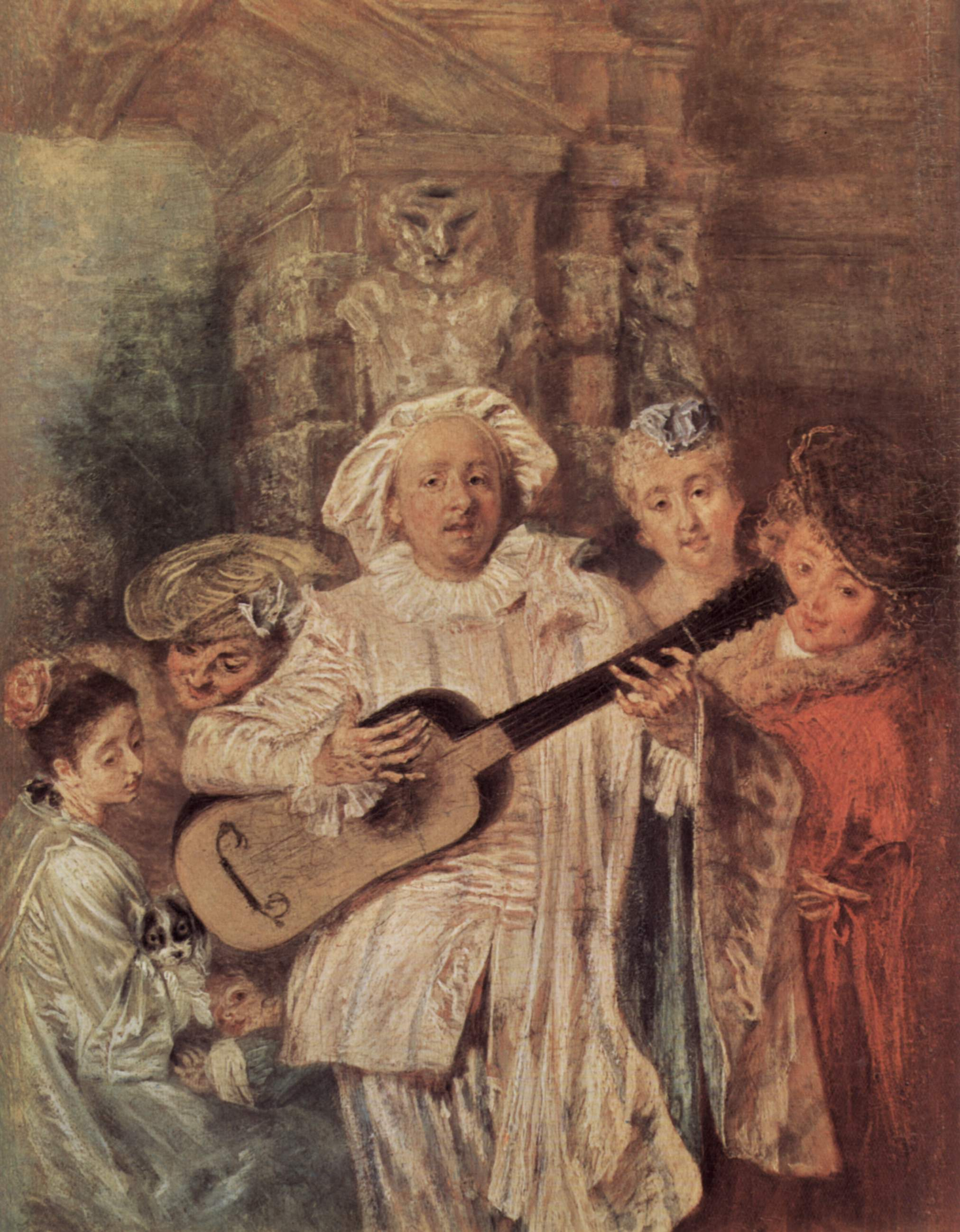
De familie van Mezzetin, ca. 1717, Wallace Collection, Londen
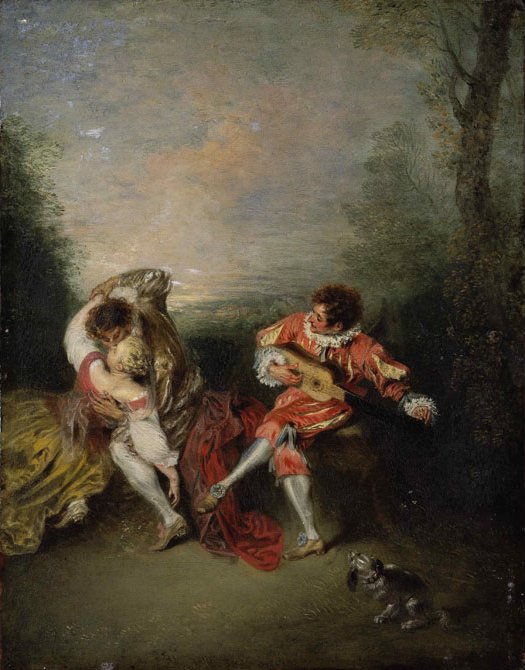
De verrassing, ca. 1718, Getty Center, Los Angeles
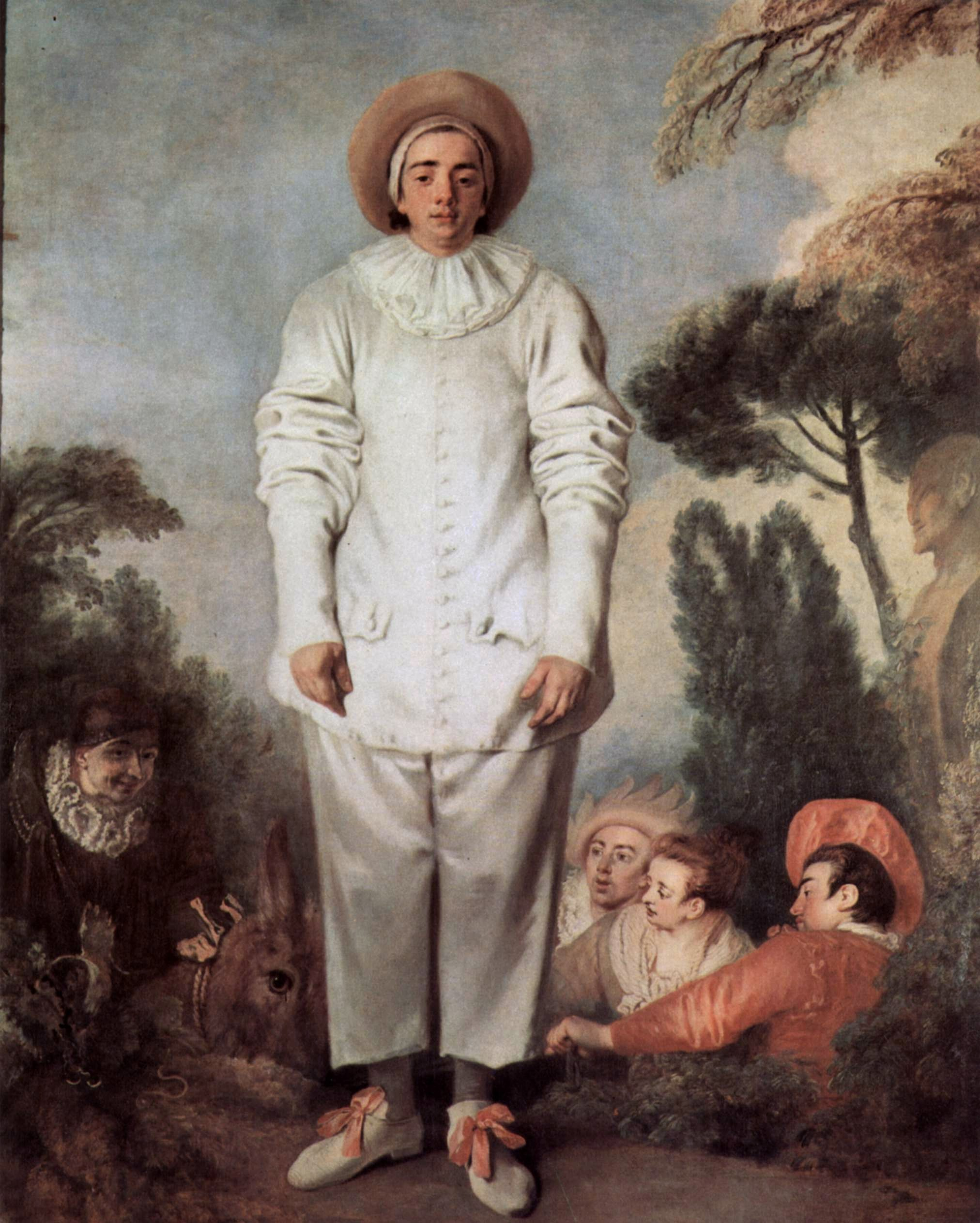
Pierrot, ofwel Gilles, ca. 1718–19, Louvre, Parijs

## Tentoonstellingen
- 2013: Antoine Watteau. De Muziekles, Paleis voor Schone Kunsten (Brussel, België)
- 2017: Watteau en de Franse navolgers, Teylers Museum, Haarlem[2]